# Euphoresia iridicostis
Euphoresia iridicostis är en skalbaggsart som beskrevs av Louis Burgeon 1942. Euphoresia iridicostis ingår i släktet Euphoresia och familjen Melolonthidae. Inga underarter finns listade i Catalogue of Life.